# Harold Livingston
Harold Antill Livingston (* 4. September 1924 in Haverhill, Massachusetts; † 28. April 2022 in Westlake Village, Kalifornien) war ein US-amerikanischer Drehbuchautor.

## Kurzbiografie
Vor seiner Karriere als Autor war Livingston Kampfpilot im Geschwader der United States Air Force. Ende der 1940er Jahre war er am Aufbau der Israelischen Luftstreitkräfte beteiligt und als Pilot im Palästinakrieg von 1948 eingesetzt.
Harold Livingston ist vor allem durch sein Drehbuch zum Science-Fiction-Film Star Trek: Der Film bekannt, das er im Jahr 1979 verfasste. In der zweiten Hälfte der 1960er und in den 1970er Jahren schrieb er auch Drehbücher zu Fernsehserien wie Kobra, übernehmen Sie, Der Sechs-Millionen-Dollar-Mann und Fantasy Island.
Außerdem schrieb er sieben Romane, die er in der Zeit von 1954 bis 1994 publizierte.

## Filmografie (Auswahl)
- 1979: Star Trek: Der Film (Star Trek: The Motion Picture)